# Otto Ludwig (editor de cinema)
Otto Ludwig (Orchard, California, 9 de março de 1903 – Condado de Los Angeles, 14 de janeiro de 1983) foi um editor de filmes que trabalhou nos Estados Unidos e na Grã-Bretanha.

## Filmografia parcial
- Midnight Mystery (1930)
- Shooting Straight (1930)
- Sally in Our Alley (1931)
- The Drums of Jeopardy (1931)
- A Honeymoon Adventure (1931)
- The Water Gipsies (1932)
- Nine till Six (1932)
- The Impassive Footman (1932)
- The Sign of Four (1932)
- Looking on the Bright Side (1932)
- Brown on Resolution  (1935)
- You Can't Cheat an Honest Man (1939)
- Beyond Tomorrow (1940)
- Timber (1942)
- Saboteur (1942)
- Cuban Pete (1946)
- Inside Job (1946)
- Something in the Wind (1947)
- River Lady (1948)
- Red Canyon (1949)
- Sword in the Desert (1949)
- The Desert Hawk (1950)
- The Groom Wore Spurs (1951)
- Rancho Notorious (1952)
- The Steel Trap (1952)
- The Moon Is Blue (1953, for which he was nominated for the 1953 Oscar de melhor montagem)
- Hot Blood (1956)
- Solomon and Sheba (1959)